# Mãos Vazias (filme)
Mãos Vazias é um filme brasileiro, realizado em 1971, do gênero drama, dirigido por Luiz Carlos Lacerda.
Foi o último filme estrelado por Leila Diniz, que morreu em viagem à Austrália para promover o filme.
Um retrato da tradicional família mineira, baseado na história original do escritor Lúcio Cardoso.

## Sinopse
Ida é mineira de formação burguesa, católica, neta de barões; Felipe, seu marido, é moralista e cheio de princípios, alto funcionário em grande organização bancária. O casal desfruta de boa posição social em Curvelo, onde vive. Felipe tendo herdado uma fazenda em Vila Velha, cidade natal de ambos, resolve cultivar suas terras, colocar o engenho em funcionamento, educar o filho em boa escola no Rio de Janeiro. Chegando à Vila Velha, os dois travam conhecimento com Ana e Mário, descrentes do casamento. A morte do filho leva Ida e romper com o seu status: abandona o marido e mata gratuitamente um amante eventual.

## Elenco[2]
| Elenco Original     | Elenco Original |
| Ator                | Papel           |
| ------------------- | --------------- |
| Leila Diniz         | Ida             |
| José Kleber         | Felipe          |
| Arduíno Colassanti  | Mário           |
| Ana Maria Magalhães | Ana             |
| Irene Stefânia      |                 |
| Nildo Parente       |                 |
| Hélio Fernando      |                 |
| Ana Maria Miranda   |                 |
| Manfredo Colassanti |                 |